# Conus prytanis
Conus prytanis é uma espécie de gastrópode do gênero Conus, pertencente à família Conidae.